# القلب وما يعشق (فلم)
القلب وما يعشق  فيلم دراما غنائي للمخرج أحمد النحاس عام 1996  كتبت القصة والسيناريو والحوار المؤلفة المصرية رجاء يوسف. الفيلم من بطولة سهير البابلي، صلاح قابيل، ومحمد فؤاد، في ظهوره الأول على شاشة السينما، وغادة الشمعة، وحسن مصطفى، ونعيمة الصغير  وتدور الأحداث حول الأرملة الثرية التي تعطف على شاب مشرد ويتحول العطف إلى حب ولكن فارق السن ورفض المجتمع يتسبب في فشل الحب.
صدر الفيلم إلى دور العرض المصرية في 18 نوفمبر 1996 (بالرغم من وجود الفيلم جاهزاً للعرض منذ عام 1991).
منح موقع قاعدة بيانات الأفلام على الإنترنت (IMDB) الفيلم درجة 4.2/ 10.
منح موقع قاعدة بيانات الأفلام العربية «السينما.كوم» الفيلم درجة 3.6/ 10.

## طاقم التمثيل
سهير البابلي: في دور ناريمان (أرملة ثرية)
صلاح قابيل: في دور أحمد طلعت (محامي ناريمان)
محمد فؤاد: في دور ممدوح مصطفى (طالب مشرد)
غادة الشمعة: في دور جيجي (صديقة ممدوح)
حسن مصطفى: في دور حسن
نعيمة الصغير: في دور دولت (صديقة ناريمان في الجمنازيوم)
أحمد صيام: في دور محمود (شقيق جيجي وصديق ممدوح)
نصر حماد: في دور محمد (سكرتير المحامي أحمد)
ميادة الأردنية: في دور ليلى (زوجة حسن)
ممدوح وافي: في دور زوج والدة ممدوح
بالاشتراك مع: هريدى عمران – نادية شمس الدين – نهى عاكف (الطفلة) – أحمد سامي عبد الله 

## أغاني الفيلم
غناء: محمد فؤاد
بحب الحياة (تأليف مجدي النجار - تلحين فاروق الشرنوبي) مع غادة الشمعة ومجدي النجار
علي عيني (تأليف مجدي النجار - تلحين فاروق الشرنوبي)
اسألي (تأليف مجدي النجار - تلحين فاروق الشرنوبي) مع كورال هشام عباس   
طبلي (تأليف مجدي النجار - تلحين حجاج عبد الرحمن)
أيوه جاي (تأليف سمير الطائر - ألحان الموجي الصغير)
ناريمان افتحي (تأليف بخيت بيومي - ألحان الموجي الصغير)

## إنتاج الفيلم
فيلم «القلب وما يعشق» هو الظهور الأول للمغني محمد فؤاد وكان التصوير قد تم في عام 1991 وانتهى ولكن لم يظهر الفيلم إلى دور العرض وظهر بدلاً منه فيلم «أمريكا شيكا بيكا» عام 1993 ثم فيلم «إشارة مرور» عام 1995، ثم يظهر «القلب وما يعشق» في 18 نوفمبر 1996.
يروي محمد فؤاد في حوار مع إسعاد يونس خلال برنامج «صاحبة السعادة» أنه وبعد 3 أسابيع من بداية تصوير فيلمه الأول «القلب وما يعشق» كان عليه تأدية مشهد حيث يمد يده إلى شعر سهير البابلي لفك رباطه ليتهدل على كتفيها، وأن يده ارتعشت وطلب إيقاف التصوير وفكر في إعادة المبلغ الذي تسلمه عن دوره في الفيلم والاعتذار عن متابعة التصوير. ويروي كيف صعدت سهير البابلي إلى غرفته وانهالت عليه بالسباب وفقد على الفور التوتر الذي أصابه وعاد للتصوير.

## أحداث الفيلم
تواجه الأرملة الثرية ناريمان (سهير البابلي) محاولات أسرة زوجها الراحل المحامي منصور التخلص منها بقتلها بالسم. كانت ناريمان قد تزوجت وهي في السادسة عشر بينما كان زوجها في السابعة والاربعين، وبالرغم من فارق السن فقد عاش الزوجين في سعادة بالغة. وبعد وفاة الزوج بدأت مضايقات أسرة الراحل ومحاولاتهم قتلها شعوراً منهم أنها استولت على ثروة هم الأحق بها. تطلب ناريمان من محاميها أحمد طلعت (صلاح قابيل) أن يبيع كل الأملاك لتتخلص من أي شيء يربطها بأسرة زوجها، وتشعر دائماً أنها لم تكن الزوجة التي تحقق للزوج السعادة الحقيقية حيث أنها لم تلد له مولود يرث أسمه وثروته، ولكن يوضح لها أحمد أن زوجها كان هو العقيم وأنه ترك لها كل ثروته لتعويضها عن ما فقدته من إمكانية الإنجاب. تشاهد ناريمان معركة بين ثلاثة من الشباب وتتدخل لمنع هذا الشجار وتكتشف أن الشاب المصاب «ممدوح مصطفى» (محمد فؤاد) لا بيت له بعد أن تم الطلاق بين الأب والأم وزواج كل منهما وأصبح زوج الأم (ممدوح وافي) يضيق بوجوده وعندما يذهب لبيت أبيه يجد زوجة الأب تراوده عن نفسه مما يتسبب في طرده من بيت الأب.
تقرر ناريمان أن تصطحب ممدوح لبيتها وترعاه ليكمل تعليمه وتعده بمنحه ورشة لميكانيكا السيارات عند تخرجه. يشعر المحامي أحمد بالضيق من وجود ممدوح في بيت ناريمان وخصوصاً وهو على وشك أن يطلب زواجها وكان يتردد لحين يجد اللحظة المناسبة. تتحول العلاقة بين ممدوح وناريمان إلى حب جارف يجعلها تقبل خطوبته. يروي لها ممدوح ما حدث في حياته بعد ترك بيت أبيه حيث التقى بزميله القديم محمود (أحمد صيام) الذي يعرض عليه مشاركته في سرقة قطع من السيارات وبيعها إلى تجار قطع غيار السيارات. وبدأ نشاط ممدوح في سرقة السيارات وحدث بينه وبين شقيقة محمود الجميلة جيجي (غادة الشمعة) علاقة عاطفية ولكنها انتهت عندما أقام في بيت ناريمان.
لا يستمر هدوء الحال في علاقة أرملة في العقد الخامس من العمر مع شاب في العشرين، وينتقد هذا الوضع أقاربها حسن (حسن مصطفى) وزوجته ليلى (ميادة الأردنية) وأيضا أصدقائها في الجمنازيوم، وتنتهي العلاقة ليجد ممدوح جيجي تنتظره وتقتنع ناريمان بعدم إمكانية تحقيق ما يعشقه قلبها.

## وصلات خارجية
- مقالات تستعمل روابط فنية بلا صلة مع ويكي بيانات
- القلب وما يعشق على موقع الدهليز
- القلب وما يعشق على موقع كاروهات

https://www.themoviedb.org/movie/710328 القلب وما يعشق (فيلم)
https://letterboxd.com/film/el-alb-wma-yeshaq/ القلب وما يعشق (فيلم)